# Hans P. Eugster
Hans Peter Eugster (* 19. November 1925 in Igis, Schweiz; † 17. Dezember 1987 in Baltimore, USA; heimatberechtigt in Trogen) war ein schweizerisch-US-amerikanischer Mineraloge, Petrologe und Geochemiker.
Hans Peter Eugster war ein Sohn von Conrad Eugster, Elektroingenieur und Marie Büsch. Er besuchte von 1939 bis 1944 die Oberrealschule in Chur. Eugster studierte von 1944 bis 1948 Petrografie an der ETH Zürich. Er erlangte im Jahr 1948 das Diplom (Dipl.-Ing.). 1952 erwarb er die Promotion (Dr. sc. nat.) bei Paul Niggli, wobei er für seine Dissertation metamorphe Rekristallisation im Ostteil des Aarmassivs studierte. In den Jahren 1948 bis 1949 war er Mitarbeiter am Eidgenössischen Institut für Schnee- und Lawinenforschung in Davos.
Als Postdoktorand war er von 1951 bis 1953 am Massachusetts Institute of Technology, wo er bei James Burleigh Thompson von der Harvard University forschte, und ging dann von 1953 bis 1954 an das Geophysical Laboratory der Carnegie Institution in Washington, D.C. Dort befasste er sich unter Hatten Yoder mit experimenteller Mineralogie. Er untersuchte die Phasengleichgewichte der Bildung von Schichtsilikaten wie verschiedene Glimmer (wobei er eine Technik zur Kontrolle der Sauerstoff-Fugazität und damit der chemischen Zusammensetzung entwickelte) und Evaporite der Green River Formation, später gefolgt von weltweiten Untersuchungen von anderen Salzlagerstätten.
1958 wurde er Associate Professor für experimentelle Petrologie an der Johns Hopkins University und 1960 Professor. 1983 bis 1987 war er Vorstand der Fakultät für Geowissenschaften. Außerdem war er ab 1970 Adjunct Professor an der University of Wyoming. Er starb überraschend an einem Aorta-Riss.
Er war Mitglied der National Academy of Sciences (1972) und der American Academy of Arts and Sciences. Er erhielt 1983 die Roebling-Medaille, 1976 den V. M. Goldschmidt Award und 1971 die Arthur L. Day Medal. 1985 war er Präsident der Mineralogical Society of America.
Das Salzmineral Eugsterit vom Lake Victoria in Kenia wurde 1981 nach ihm benannt.
Sein Bruder Conrad Hans Eugster war Chemiker und Hochschullehrer.

## Schriften
- Heterogeneous reactions involving oxidation and reduction at high pressures and temperatures, J. Chem. Phys., Band 26, 1957, S. 1760–1761
- mit Charles Milton: Mineral assemblages in the Green River Formation, in P. H. Abelson, Researches in Geochemistry, Wiley 1959, S. 18–150
- Reduction and Oxidation in Metamorphism, in P. H. Abelson, Researches in Geochemistry, Wiley 1959, S. 397–426
- mit B. M. French. Experimental control of oxygen fugacities by graphite-gas equilibriums, J. Geophys. Res., Band 70, 1965, S. 1529–1539.
- mit D. R. Wones: Stability of biotite: Experiment, theory, and application., American Mineralogist, Band 50, 1965, S. 1228–1272.
- mit J. L. Munoz: Experimental control of fluorine reactions in hydrothermal systems. American Mineralogist, Band 54, 1969, S. :943-959.
- mit L. A. Hardie: The evolution of closed basin brines, Mineralogical Society of America Special Publ. ,3, 1970, S. 273–290
- The beginnings of experimental petrology, Science, Band 173, 1971, S. 481–489
- mit C. E. Harvie, J. H. Weare,L. A. Hardie. Evaporation of sea water: Calculated mineral sequences, Science, Band 208, 1980, S. 498–500.
- Oil shales, evaporites and ore deposits. Geochim. et Cosmochim. Acta, Band 49, 1985, S. 619–635.
- mit R. J. Spencer, B. F. Jones, S. L. Rettig: Geochemistry of Great Salt Lake, Utah, Teil 1, 2, Geochim. et Cosmochim. Acta, Band 49, 1985, S. 727–737, 739–74